# Japchae
Le japchae (hangul : 잡채 ; hanja : 雜菜 ; littéralement « légumes mélangés ») est un plat coréen à base de dangmyeon (당면, « vermicelle de patates douces »), qui peut être mangé froid ou chaud, en entrée ou en plat, peut être végétalien ou servi avec différents types de produits issus d'animaux.
Autrefois, le japchae était un plat destiné au roi et aujourd'hui, c'est un plat servi lors des fêtes traditionnelles coréennes ou lors des occasions spéciales.
Il contient différents légumes, dont généralement des épinards, des carottes, de l'oignon et des champignons parfumés (des lentins du chêne (shiitake en japonais) et des pleurotes). Il peut également être mélangé avec de la viande (notamment du bœuf) coupée en fines tranches, préalablement marinée dans la sauce soja et de l'huile de sésame.  